# Slunečnice (film)
Slunečnice (anglicky Sunflower, italsky I Girasoli) je italsko-sovětský film z roku 1970 režiséra Vittoria de Sicy.

## Děj
Během druhé světové války se setkává Giovanna (Sophia Loren) s Antoniem (Marcello Mastroianni) a stávají se milenci, po čase se berou a doufají v brzký konec války. Avšak válka pokračuje a stává se stále bližší realitou. Antonio je povolán do armády a odvelen na ruskou frontu. Po skončení války se nevrací a Giovanna se po čase rozhoduje ho v Rusku najít.
To se jí nakonec podaří, ale zjistí, že je ženatý s ruskou ženou a má děti. Zdrcená se vrací zpět do Itálie s tím, že Antonia již nechce nikdy vidět, ačkoliv Antonio přijíždí z Ruska do Itálie, aby ji viděl. Antonio se jí snaží vysvětlit, jak ho blízkost smrti změnila. Daruje jí šálu, kterou jí slíbil, když odcházel do války. Nakonec se opět setkávají na nádraží, když se Antonio vrací do Ruska a Giovanna zůstává sama se svým osudem.

## Obsazení
- Sophia Lorenová – Giovanna
- Marcello Mastroianni – Antonio
- Ljudmila Saveljevová – Mascia
- Galina Andrejevová – Valentina – sovětská úřednice
- Anna Carenová – Antoniova matka
- Germano Longo – Ettore
- Nadďa Seredničenková – žena ve slunečnicovém poli
- Glauco Onorato – vracející se voják
- Silvano Tranquilli – italský dělník v Rusku
- Marisa Traversiová – prostitutka
- Gunars Cilinskis – ruský ministerský úředník
- Carlo Ponti Jr. – Giovannino dítě
- Pippo Starnazza – italský úředník
- Dino Peretti
- Giorgio Basso